# Air Montenegro
To Montenegro ad (стилізований як ToMontenegro та 2Montenegro) — флагманський авіаперевізник Чорногорії, який має бренд і працює під назвою Air Montenegro (чорногорською кирилицею: Ер Монтенегро), нова компанія, відкрита на початку 2021 року урядом Чорногорії. Air Montenegro офіційно почала свою діяльність у червні 2021 року.

## Історія

### Передумови та походження
Авіакомпанія-попередник Montenegro Airlines була заснована 24 жовтня 1994 року урядом Союзної Республіки Югославія. Перший літак, Fokker 28 Mk4000 (на прізвисько «Ловчен»), був придбаний майже через два роки в 1996 році. Перший комерційний рейс відбувся 7 травня 1997 року о 10:30 між Подгорицею та Барі, Італія. У квітні 2000 року він став членом Міжнародної асоціації повітряного транспорту (IATA). У червні 2000 року перший з п'яти літаків Fokker 100 був доставлений в аеропорт Подгориці. Авіакомпанія приєдналася до Amadeus CRS 5 березня 2003 року. У 2004 році пілоти Montenegro Airlines першими в регіоні отримали сертифікат IIIA. У серпні 2016 року повідомлялося, що рахунки Montenegro Airlines були заморожені після того, як авіакомпанія не виконала рішення суду щодо виплати боргів оператору аеропортів країни. Montenegro Airlines заборгувала компанії понад 15 мільйонів доларів США.
У грудні 2020 року уряд Чорногорії оголосив про закриття та ліквідацію Montenegro Airlines у найближчі тижні, заявивши про накопичення збитків протягом кількох років. Незабаром після цього було оголошено, що авіакомпанія призупиняє всі рейси з 26 грудня 2020 року, знаменуючи кінець своєї діяльності.

### Заснування авіакомпанії
29 грудня 2020 року міністр Младен Боянич оголосив, що авіакомпанію Montenegro Airlines буде реорганізовано та замінено новою компанією To Montenegro (2 Montenegro), як новою чорногорською авіакомпанією-перевізником. Процедура ліквідації Montenegro Airlines обійдеться приблизно в 50 мільйонів євро, але вона неминуча, оскільки антимонопольний орган країни постановив, що закон про державні інвестиції у флагманського перевізника, прийнятий у 2019 році, був незаконним, заявив уряд у грудні 2021 року.
Нова компанія була офіційно представлена 2 березня 2021 року урядом. У квітні 2021 року повідомлялося, що уряд Чорногорії зробив Air Montenegro офіційною назвою проекту ToMontenegro і що авіакомпанія почне використовувати два колишні літаки Embraer-195 Montenegro Airlines. 10 червня 2021 року міністр економічного розвитку Чорногорії Яков Мілатович відвідав сусідню Сербію, будучи одним із пасажирів першого комерційного рейсу нової національної авіакомпанії Air Montenegro до аеропорту Нікола Тесла в Белграді.